# جواو هافيلانج
جين ماري فاوستن غوديفرويد دي هافيلانج (بالبرتغالية: João Havelange) (8 مايو 1916 - 16 أغسطس 2016) محامي ورجل أعمال ورياضي برازيلي. شغل منصب رئيس الفيفا السابع من 1974 إلى 1998. تُعد فترة رئاسته ثاني أطول فترة في تاريخ الفيفا بعد جول ريميه. حصل على لقب الرئيس الفخري عند مغادرته المنصب، لكنه استقال في أبريل 2013. وقد سبقه ستانلي روس وخلفه سيب بلاتر. كما شغل هافيلانج عضوية اللجنة الأولمبية الدولية من عام 1963 إلى 2011، وكان عضوها النشط الأطول خدمة عند استقالته. في يوليو 2012، كشف تقرير للمدعي العام السويسري أنه خلال عضويته في اللجنة التنفيذية للفيفا، حصل هو وصهره ريكاردو تيكسيرا على أكثر من 41 مليون فرنك سويسري (21 مليون جنيه إسترليني) كرشاوى تتعلق بمنح حقوق تسويق كأس العالم.

## النشأة ومسيرته المهنية والأولمبية
وُلد هافيلانج في 8 مايو 1916، في ريو دي جانيرو لعائلة ثرية من أصول والونية؛ حيثُ هاجر والده، فوستين هافيلانج إلى البرازيل من لييج في بلجيكا، وعمل كتاجر أسلحة، وامتلك عقارًا كبيرًا يمتد على الأحياء الحالية في لارانجيهراس، كوزمي فيلو وسانتا تيريزا كان طالبًا مُميزًا في المدرسة، وقُبل في كلية الحقوق المرموقة في جامعة فلومينينسي الفيدرالية وتخرج منها بعمر 24 عامًا بشهادة بكالوريوس في القانون. عمل مستشارًا قانونيًا لشركة الحافلات أوتو فياكاو جاباكوارا، وأصبح رئيسًا ومديرًا لشركة حافلات أخرى، فياكاو كوميتا س/أ. كما كان شريكًا كبيرًا في شركة أورويك كيميكا إي ميتالورجيا المحدودة.

## الإدارة الرياضية
بصفته رئيسًا لاتحاد السباحة المتروبوليتاني في البرازيل، أصبح هافيلانج عضوًا في اللجنة الأولمبية البرازيلية وانضم إلى الاتحاد الدولي للدراجات في عام 1958. وبعد أن أصبح نائب رئيس الاتحاد البرازيلي للرياضة، شغل منصب رئيس الاتحاد من عام 1958 حتى عام 1973.

## الوضع الصحي والوفاة
في شهري مارس وأبريل 2012، أُدخل هافيلانج إلى المستشفى بسبب إصابة خطيرة في كاحله الأيمن في مدينة ريو دي جانيرو مما استدعى بقاؤه في وحدة العناية المركزة لفترة من الوقت. وفي أبريل 2013، استقال من منصبه كرئيس شرفي للفيفا لأسباب صحية وشخصية. وأُدخل مرة أخرى إلى المستشفى في يونيو 2014 بسبب التهاب في الرئة، وفي نوفمبر 2015 بسبب مشاكل في الجهاز التنفسي. تُوفي هافيلانج في الساعة 5:00 بتوقيت برازيليا في 16 أغسطس 2016 عن عمر ناهز 100 عام في ريو دي جانيرو خلال انعقاد الألعاب الأولمبية الصيفية 2016 التي كانت تُقام هناك.

## روابط خارجية
- جواو هافيلانج على موقع الموسوعة البريطانية (الإنجليزية)
- جواو هافيلانج على موقع مونزينجر (الألمانية)
- جواو هافيلانج على موقع الاتحاد الدولي للسباحة (الإنجليزية)
- جواو هافيلانج على موقع اللجنة الأولمبية الدولية (الإنجليزية)
- جواو هافيلانج على موقع أوليمبيديا (الإنجليزية)